# Drudel

Ein Mexikaner mit Sombrero brät sich zwei Spiegeleier

Eine Giraffe geht am Fenster vorbei.

Der oder das Drudel ist ein Bilderrätsel, bei dem aus einer Zeichnung das Dargestellte herausgelesen werden muss, wobei die Darstellung oft eine ungewöhnliche oder extreme Perspektive oder einen extremen Ausschnitt verwendet.
Beispiel: ein Kasten, in dem zwei parallele, schräge Linien gezeichnet sind; zwischen den Linien sind Flecken zu sehen. Lösung: eine Giraffe, die an einem Fenster vorbeigeht (Kasten = Fenster, schräge Linien = Hals der Giraffe).

## Geschichte
Das originäre Drudel-Konzept wurde von dem US-amerikanischen Autor, Zeichner und Verleger Roger Price (1918 – 1990) erfunden, der seine ersten Drudel 1950 in seinem Buch Droodle veröffentlichte.

Das Zappadrudel in einer Nachbildung.

Price hatte als Autor für Fernsehserien gearbeitet. Nach der Schöpfung des Drudels erfand er außerdem zusammen mit Leonard B. Stern die im angelsächsischen Sprachraum seit den 50er Jahren beliebten Mad Libs. Es handelt sich um Lückentexte, bei denen man blind Wörter einfüllt, um eine unsinnige, hoffentlich lustige und meist auch etwas abartige Geschichte zu erzeugen. Der kommerzielle Erfolg dieser Arbeiten führte zur Gründung des Verlagshauses Price-Stern-Sloan.
Eines von Prices originalen Drudeln mit einem großen geneigten und einem kleinen Dreieck diente als Cover für Frank Zappas 1982er Musikalbum Ship Arriving Too Late to Save a Drowning Witch („Schiff, das zu spät kommt, um eine ertrinkende Hexe zu retten“).

## Wortableitung
Das Wort Drudel ist die eingedeutschte Form des rechtlich geschützten englischen Kunstwortes droodle, eines Kofferwortes, welches aus den Bestandteilen doodle für „Kritzelei“ und riddle für „Rätsel“ gebildet wurde. Demnach ist ein Drudel also ein Kritzelrätsel.

Vier Elefanten beschnüffeln eine Orange oder Toter Moment beim Billard
Ein doppelter Martini dry. Auf dem Kopf: typisches Mitglied des Ku-Klux-Klans